# За своје године
За своје године је назив шестог студијског албума Јелене Карлеуше. Албум је издат 2001. од стране Бест рекордса. На албуму се налази девет нумера чије је текстове написала Марина Туцаковић док је музички уредник био Горан Матић. Последња нумера под називом "Балада за Зорана", посвећена је убијеном Јеленином веренику, Зорану Давидовићу Ћанди.

## Списак песама
На албуму се налазе следеће песме:
| Бр. | Назив             | Текст                                 | Музика                        | Аранжман     | Трајање |
| --- | ----------------- | ------------------------------------- | ----------------------------- | ------------ | ------- |
| 1.  | Лудача            | Марина Туцаковић, Љиљана Јорговановић | Luis Cabanas, Miguel Gallardo | Дејан Абадић | 03:50   |
| 2.  | Безобразна        | Марина Туцаковић, Љиљана Јорговановић | Nikos Karvelas                | Дејан Абадић | 03:37   |
| 3.  | Прегорела         | Марина Туцаковић, Љиљана Јорговановић | Nikos Karvelas                | Дејан Абадић | 03:35   |
| 4.  | Bye, bye          | Марина Туцаковић, Љиљана Јорговановић | Јелена Карлеуша               | Дејан Абадић | 03:32   |
| 5.  | За тобом ходам ја | Марина Туцаковић, Љиљана Јорговановић | Hamdi Sedeek                  | Дејан Абадић | 03:21   |
| 6.  | Па, наравно       | Марина Туцаковић, Љиљана Јорговановић | Јелена Карлеуша               | Дејан Абадић | 03:21   |
| 7.  | Није она него ја  | Марина Туцаковић, Љиљана Јорговановић | Јелена Карлеуша               | Дејан Абадић | 04:02   |
| 8.  | Мене пале         | Марина Туцаковић, Љиљана Јорговановић | Guano Apes                    | Дејан Абадић | 03:26   |
| 9.  | Балада за Зорана  | Марина Туцаковић, Љиљана Јорговановић | Nikos Karvelas                | Дејан Абадић | 04:21   |

## Информације о албуму
- Снимано: октобар 2000/јануар 2001
- Студио: XXL Београд
- Пост продукција: Студио Владе Неговановића
- Сниматељ: Вук Зиројевић
- Пратећи вокали: Светлана Цеца Славковић
- Гитаре: Перица
- Фото: Дејан Милићевић
- Шминка: Драган Вурдеља
- Стајлинг: Јелена и Ненад
- Фризура: Иван Ваћки
- Дизајн: Срђан Васић - Комарац
- Организатор: Славица Стевановић
- Извршни продуцент: Влада Алексић
- Музички уредник: Горан Матић
- Директор, главни и одговорни уредник: Зоран Башановић
- Директор продаје и маркетинга: Јасмина Вујин

## Обраде
- 1. Лудача (оригинал: Azucar Moreno - Mecachis - 1998)
- 2. Безобразна (оригинал: Anna Vissi - Horevo - 1996)
- 3. Прегорела (оригинал: Anna Vissi - Trelenome [Klima Tropiko] - 1996)
- 5. За тобом ходам ја (оригинал: Ehab Tawfik - Sahrany - 1999)
- 8. Мене пале (оригинал: Guano Apes - Lord Of The Boards - 1998)
- 9. Балада за Зорана (оригинал: Anna Vissi - Oti Mou Zitisis - 1996)